# Mileewa amplimacula
Mileewa amplimacula är en insektsart som beskrevs av Yang och Li 2002. Mileewa amplimacula ingår i släktet Mileewa och familjen dvärgstritar. Inga underarter finns listade i Catalogue of Life.